# Зваре (Кеда)
Зваре (груз. ზვარე) — село в Грузії.
За даними перепису населення 2014 року в селі проживає 201 особа.